# Amedeo Rotondi
Amedeo Rotondi, anche conosciuto con gli pseudonimi di Amadeus Voldben e Vico di Varo (Vicovaro, 27 ottobre 1908 – Roma, 11 ottobre 1999), è stato uno scrittore e filosofo italiano, studioso di tematiche spirituali ed esoteriche, autore di 26 testi. Ha svolto anche attività di libraio ed editore.

## Biografia

### I primi anni e la nascita della "Libreria delle Occasioni" ("Libreria Rotondi")
Amedeo Rotondi nasce a Vicovaro, piccolo centro in provincia di Roma, il 27 ottobre 1908. Nella seconda metà degli anni trenta si trasferisce a Roma dove svolge la sua attività di insegnante. Il 1941 è l'anno in cui, insieme alla moglie Annamaria, rileva una preesistente libreria di testi usati che chiamerà "Libreria delle Occasioni", intendendo con questo nome l'opportunità per gli appassionati di reperire opere rare, curiose e introvabili. 
La "Libreria delle Occasioni" si trova tuttora nel suo luogo originario di fondazione e cioè in via Merulana al civico 82 (all'Esquilino). Tra gli amanti di rarità bibliografiche e tematiche spirituali è anche nota come "Libreria Rotondi" in omaggio alla fama del suo fondatore. 
I primi anni di attività della libreria sono piuttosto travagliati in quanto le autorità fasciste, infastidite dalla tipologia eterodossa dei testi in vendita, operano diversi sequestri e infliggono sanzioni. Nell'autunno del 1943 Amedeo è costretto a chiudere la libreria per evitare il richiamo alle armi della Repubblica Sociale Italiana. Considerato disertore, si rifugia con la famiglia a Vicovaro. Individuato in seguito ad una delazione, riesce fortunosamente a sfuggire alla cattura e si allontana verso le montagne che circondano il paese, inseguito dappresso da tedeschi e fascisti. Disperando di potersi salvare, si nasconde nei pressi di una casa abbandonata, popolarmente ritenuta "abitata dagli spiriti" e qui avviene l'evento fondamentale che cambierà la sua vita e le sue convinzioni, aprendolo alla conoscenza del mondo spirituale. Improvvisamente ha una visione folgorante nel cielo: 
Amedeo si trattiene ad osservare tale spettacolo misterioso salvandosi, in questo modo, dal rastrellamento in corso nel vicino paese di Roccagiovine. Questo primo decisivo contatto con la realtà del paranormale e altre esperienze consimili saranno poi ampiamente raccontate nel libro "Il protettore invisibile". Tale evento rappresenterà l'inizio del suo studio e del suo interesse nei confronti del mondo dell'esoterismo e della spiritualità, che l'accompagnerà per tutta la vita.

### Gli anni dello studio e della crescita spirituale
Amedeo Rotondi, rientrato a Roma dopo la Liberazione e desideroso di conoscere la reale natura dello straordinario fenomeno accadutogli, inizia a concentrare i suoi studi sulle discipline esoteriche e spirituali facendo della “Libreria delle Occasioni” una delle prime e più importanti librerie in Italia, specializzate nel settore. Inizia un periodo molto fervido fatto di conferenze, riunioni e dibattiti che ne alimentano la fama.
Antesignano delle tendenze moderne, nel 1946 fonda il Corriere Librario, periodico mensile per bibliofili contenente recensioni, curiosità e approfondimenti bibliografici, oltre che inserzioni per la compravendita di libri, che si diffonde rapidamente a livello nazionale e internazionale.

### Le prime opere pubblicate in proprio
All'inizio degli anni '60 pubblica in proprio i suoi primi titoli, dando forma scritta a quasi due decenni di studi e riflessioni. Si tratta dei cinque libri della collana Le Perle, raccolte di massime, proverbi e aforismi dell'Oriente, dell'antica Grecia, di Roma antica e del Cristianesimo. Nel '64 dà alle stampe L'arte del silenzio e l'uso della parola, un originale e lungimirante saggio il cui intento si manifesta già dalla dedica, firmato con lo pseudonimo di Vico di Varo, derivato chiaramente dal suo paese natale. 
Nel 1965 viene incaricato di redigere un opuscolo commemorativo in occasione dell'inaugurazione in Vicovaro del Monumento in onore delle vittime della strage nazista delle Pratarelle del giugno 1944. Amedeo Rotondi e la sua libreria hanno svolto una funzione di aggregazione e catalizzazione culturale in anni difficili in cui certi ambiti di studio venivano guardati con sospetto, quando non con manifesta ostilità.

### La fase della maturità letteraria e spirituale
Negli anni settanta partecipa e svolge un ruolo tutt'altro che secondario nel Cerchio Firenze 77, una delle più importanti esperienze parapsicologiche collettive italiane. Amedeo Rotondi e la sua libreria, nella quale collabora anche la sua unica figlia Vera, sono ormai un punto di riferimento di tutto un mondo culturale in espansione e finalmente libero da ogni censura. 

#### I "Volontari del Bene"
Tra il 1972 e il 1997 Amedeo Rotondi pubblica sedici titoli presso diverse case editrici (Mediterranee, Astrolabio, Sugarco, S.A.S.), firmandoli oltre che con il suo vero nome con l'amato pseudonimo Amadeus Voldben, acronimo di Volontario del Bene. Tale nome d'arte sta ad indicare la missione che Amedeo si era prefisso e che delineò nel libriccino I volontari del bene, vera e propria bibbia per tutti coloro che si riconoscono nel progetto di diffusione del Bene, stampato in proprio per la prima volta nel '72. I suoi libri sono stati tradotti in molte lingue: esistono tuttora edizioni in inglese, tedesco, spagnolo, portoghese, greco e polacco.
Oltre al valore intrinseco degli scritti, sono le riunioni e la sua stessa presenza in libreria a suscitare curiosità e interesse presso un pubblico molto ampio che vede in Amedeo Rotondi una guida spirituale in grado di fornire suggerimenti mai banali e, da vecchio educatore, sempre comprensibili. Dietro la sua apparente severità, che è semplicemente rifiuto della superficialità, traspare la disponibilità e l'umanità, accessibili a chiunque si sforzi di varcare il civico 82 di via Merulana.

### Gli ultimi anni
Gli anni ottanta e novanta sono caratterizzati da una produzione culturale ancora intensa ma, questi ultimi, anche dal profondo dolore per la perdita dell'amata figlia Vera e dell'adorata moglie Anna Maria, dolore che non intacca, anzi, semmai rafforza la sua serena consapevolezza della morte come momento di passaggio verso l'eterna felicità.
Nonostante i problemi fisici che lo tormentano, continua a scrivere e a regalare gemme di saggezza e consigli fino a pochi giorni prima della morte, che sopraggiunge l'11 ottobre 1999.
Oltre ai testi pubblicati in vita Amedeo lascia altri scritti, alcuni pronti per la stampa altri bisognosi di revisione, che vengono pubblicati postumi a partire dal 2003 su iniziativa del nipote Aldo e dei pronipoti Francesco e Barbara, i quali si sono impegnati, secondo la volontà dello zio, a proseguire l'attività in libreria, mantenendosi fedeli all'impostazione originaria da lui delineata. La libreria Rotondi ha ricevuto nel 2004 il riconoscimento di "negozio storico" da parte del Comune di Roma.

## Opere
- Saggezza dell'Oriente, Amedeo Rotondi, 1962, (vol. I della collana Le Perle, ristampato da Astrolabio nel 1981).
- L'arte del silenzio e l'uso della parola, Amedeo Rotondi, 1964 (ristampato dalla Libreria Rotondi nel 2004 e 2017).
- Saggezza di Roma antica, Amedeo Rotondi, 1965, (vol. II della collana Le Perle).
- Saggezza dell'antica Grecia, Amedeo Rotondi, 1966, (vol. III della collana Le Perle).
- Amore e saggezza nel pensiero Cristiano, Amedeo Rotondi, 1966, (vol. IV della collana Le Perle).
- Il giardino della saggezza, Amedeo Rotondi, 1967, (vol. V della collana Le Perle).
- Dopo Nostradamus: le grandi profezie sul futuro dell'umanità, Mediterranee, 1972.
- Un'arte di vivere: via segreta alla serenità, Mediterranee, 1976.
- La coppa d'oro: insegnamenti dei maestri, fonte di luce e di energia, SAS, 1979, (ristampato dalle Mediterranee nel 2000).
- Le influenze negative: come neutralizzarle, SugarCo, 1984, (ristampato dalle Mediterranee nel 2000).
- Il protettore invisibile: la guida che ci aiuta nei momenti difficili della vita, Mediterranee, 1985.
- La voce misteriosa, Astrolabio, 1986. (ristampato dalla Libreria Rotondi nel 2015)
- Lo scopo e il significato della vita: perché si nasce, perché si vive, perché si muore, Mediterranee, 1988.
- I prodigi del pensiero positivo: il suo potere e la sua azione a distanza, Mediterranee, 1989.
- Il destino nella vita dell'uomo, Mediterranee, 1990.
- La reincarnazione: verità antica e moderna, Mediterranee, 1991.
- La potenza del credere… e la gioia d'amare: i prodigi della fede e dell'amore, Mediterranee, 1992.
- Una luce nel tuo dolore, Mediterranee, 1993.
- Guida alla padronanza di sé, Mediterranee, 1994.
- La magica potenza della preghiera, Mediterranee, 1995.
- La chiave della vita, Mediterranee, 1996.
- La presenza divina in noi, Mediterranee, 1997.
- Le leggi del pensiero: l'energia mentale e l'azione della volontà, Mediterranee, pubblicato postumo nel 2003.
- Le grandi profezie sul futuro dell'umanità, Mediterranee, pubblicato postumo nel 2006.
- La potenza creatrice del pensiero, Mediterranee, pubblicato postumo nel 2007.
- Pensieri per una vita serena, Mediterranee, pubblicato postumo nel 2008.

### Altre opere non in commercio
- Ricordo dei nostri martiri. Commemorazione in occasione dell'inaugurazione del monumento ai martiri delle Pratarelle - Vicovaro, 24 ottobre 1965, Tipografia Seti, Roma, 1965.
- I Volontari del Bene, Libreria Rotondi Editrice, Roma, 1972.
- Reincarnazione e fanciulli prodigio, Mediterranee, Roma, 1972, (testo esaurito e ristampato con il titolo La reincarnazione: verità antica e moderna, Mediterranee, 1991).